# Thor (film)
Thor è un film del 2011 diretto da Kenneth Branagh.
Basato sull'omonimo personaggio di Marvel Comics è il quarto film del Marvel Cinematic Universe e vede Chris Hemsworth nei panni del protagonista. Altri membri del cast sono Natalie Portman, Tom Hiddleston, Stellan Skarsgård, Kat Dennings, Clark Gregg, Colm Feore, Ray Stevenson, Idris Elba, Jaimie Alexander, Rene Russo e Anthony Hopkins.
Nel film Thor, dopo aver dimostrato la sua arroganza aprendo un nuovo conflitto con i Giganti di Ghiaccio, viene esiliato da Odino e spedito su Midgard. Mentre tenta di trovare un modo per tornare ad Asgard, Thor conosce Jane Foster e la sua squadra e cerca di fermare i piani del fratello Loki, impossessatosi del trono di Asgard.

## Trama
Nel 965 d.C. Odino, re di Asgard, intervenne con i suoi guerrieri contro i Giganti di Ghiaccio, intenti a conquistare i Nove Mondi partendo dalla Terra. Dopo aver vinto la guerra, Odino costrinse alla resa il loro re Laufey e lo privò dello "Scrigno degli Antichi Inverni", fonte del suo potere, e di suo figlio, il neonato Loki che poi Odino adottò come figlio proprio.
Un millennio dopo, alcuni Giganti di Ghiaccio riescono a introdursi ad Asgard superando la vigilanza di Heimdall, guardiano del Bifrǫst, un teletrasporto che da Asgard porta agli altri mondi; tentano di recuperare lo Scrigno, ma vengono eliminati dal guardiano, il Distruttore; la loro azione fa interrompere la cerimonia d'incoronazione a re di Asgard di Thor, guerriero armato del potentissimo martello Mjolnir; perciò Thor si reca a Jotunheim contro la volontà del padre, coinvolgendo Loki, Lady Sif e i tre guerrieri, Volstagg, Fandral e Hogun. Thor ingaggia una lotta contro i Giganti di Ghiaccio, e solo l'intervento di Odino impedisce che lo scontro degeneri, ma ormai la tregua tra i due popoli è stata compromessa. Irritato dal comportamento del figlio, Odino decide di bandirlo da Asgard, abbandonandolo sulla Terra spogliandolo dei poteri di cui è dotato; Thor si ritrova in Nuovo Messico dove viene soccorso dagli astrofisici Jane Foster ed Erik Selvig e dalla stagista Darcy Lewis. Nel frattempo lo S.H.I.E.L.D. costruisce un centro di ricerca attorno al martello di Thor, caduto a una cinquantina di miglia da lui.
Venuto a sapere della presenza del martello, Thor si introduce nella base, dove ingaggia una lotta con gli agenti dello S.H.I.E.L.D. mentre l'agente Clint Barton lo tiene sotto tiro. Prova quindi a estrarre il martello, ma senza successo; viene così preso e bloccato. Intanto ad Asgard, Odino sorprende Loki a toccare lo Scrigno, con la sua pelle che diventa blu. Odino gli rivela così la sua vera origine: Loki è il figlio di Laufey, abbandonato da piccolo perché troppo minuto e gracile. I due hanno quindi un'accesa discussione; Odino, addolorato per tutto ciò che è successo ed esausto, cade nel "Sonno di Odino". Loki ne approfitta per assumere il potere, per poi scendere sulla Terra, dicendo a Thor che Odino è morto e che lui è il nuovo re di Asgard. Poi Thor viene portato via dalla base dello S.H.I.E.L.D. da Erik Selvig. Nel frattempo Sif e i tre guerrieri si recano sulla Terra per riportare Thor ad Asgard, trasgredendo agli ordini di Loki, il quale, venuto a conoscenza del loro tradimento e di quello di Heimdall, prima congela quest'ultimo con lo Scrigno, poi manda il Distruttore sulla Terra per uccidere Thor.
Dopo che il Distruttore ha sconfitto i tre guerrieri e Sif, Thor decide di sacrificarsi per evitare di coinvolgere altri innocenti; con questo atto di altruismo, Mjolnir può finalmente tornare da Thor, che recupera i poteri e abbatte il Distruttore, per poi tornare ad Asgard grazie a Heimdall, che nel frattempo è riuscito a liberarsi. Loki intanto ha stretto un patto con Laufey, il quale avrà lo Scrigno se ucciderà Odino durante il suo sonno. In realtà anche questa è una trappola ordita da Loki, il quale salva il padre uccidendo Laufey davanti a Frigga. Fatto ritorno ad Asgard Thor ingaggia una lotta con Loki, il quale inizia a distruggere Jotunheim utilizzando il potere di Bifrǫst. Per impedirlo Thor usa Mjolnir per distruggere l'accesso al Bifrǫst, pur sapendo che così non potrà più vedere Jane; durante la distruzione del ponte, i due fratelli lottano di nuovo, finché cadono nel vuoto, ma vengono salvati da Odino. Dopo aver tentato invano di spiegare le sue ragioni al padre, Loki si lascia cadere nel vuoto cosmico. Ad Asgard torna la pace, ma Thor pensa con tristezza a Jane e a suo fratello Loki.
Alla fine, Erik Selvig viene contattato da Nick Fury, direttore dello S.H.I.E.L.D., il quale gli mostra il Tesseract, una fonte di energia illimitata. Selvig, che in realtà è sotto l'influsso di Loki, accetta di studiare l'oggetto.

## Personaggi
- Thor, interpretato da Chris Hemsworth: il Dio del tuono, arrogante guerriero di Asgard. Sulla Terra il personaggio adotta il nome di Donald Blake che, nei fumetti, è il suo alter ego umano.[1] Dakota Goyo interpreta Thor da bambino.
- Jane Foster, interpretata da Natalie Portman: una scienziata che s'innamora di Thor. A differenza della sua controparte cartacea, il personaggio non svolge il ruolo d'infermiera.
- Loki, interpretato da Tom Hiddleston: il Dio dell'inganno, fratello adottivo di Thor. Per prepararsi al ruolo l'attore ha guardato le performance di Peter O'Toole in Lawrence D'Arabia e Il leone d'inverno.[2] Ted Allpress interpreta Loki da bambino.
- Erik Selvig, interpretato da Stellan Skarsgård: uno scienziato, collaboratore di Jane Foster.
- Darcy Lewis, interpretata da Kat Dennings: la stagista di Jane Foster.
- Phil Coulson, interpretato da Clark Gregg: un agente dello S.H.I.E.L.D.; Gregg ha già interpretato il ruolo in Iron Man e Iron Man 2.[3]
- Laufey, interpretato da Colm Feore: il re dei giganti di ghiaccio, vero padre di Loki. Per interpretare il personaggio, l'attore si è sottoposto a cinque ore di make-up.[4]
- Volstagg, interpretato da Ray Stevenson: un membro dei tre guerrieri, eterno amico di Thor. Per interpretare il personaggio, l'attore ha dovuto indossare una tuta ingrassante.[5]
- Heimdall, interpretato da Idris Elba: il guardiano del ponte Bifrǫst ad Asgard. A differenza della sua controparte cartacea, il personaggio è di colore.
- Lady Sif, interpretata da Jaimie Alexander: un'amica d'infanzia di Thor. L'attrice ha accettato il ruolo perché fan del fumetto originale.[6]
- Frigga, interpretata da Rene Russo: la madre di Thor e madre adottiva di Loki.
- Odino, interpretato da Anthony Hopkins: il padre di Thor e padre adottivo di Loki, re di Asgard.

Inoltre Joshua Dallas interpreta Fandral, uno dei tre guerrieri amico di Thor e agile spadaccino; inizialmente il ruolo doveva essere interpretato da Stuart Townsend ma quest'ultimo fu licenziato per divergenze creative poche settimane prima dell'inizio delle riprese. Tadanobu Asano interpreta Hogun, uno dei tre guerrieri, Jeremy Renner interpreta Clint Barton / Occhio di Falco, agente dello S.H.I.E.L.D. abile nell'uso di arco e frecce. Nel film sono presenti dei camei: Samuel L. Jackson interpreta Nick Fury, direttore dello S.H.I.E.L.D., protagonista della scena dopo i titoli di coda del film; Jackson ha interpretato il ruolo anche in Iron Man, Iron Man 2 e Captain America - Il primo Vendicatore, Stan Lee, co-creatore del personaggio, interpreta il guidatore del camioncino che tenta di estrarre Mjolnir dal cratere usando delle catene, J. Michael Straczynski, famoso sceneggiatore del fumetto e autore della storia del film, interpreta il camionista che per primo trova e tenta di estrarre Mjolnir dal cratere, Walt Simonson, storico autore del fumetto, fa una brevissima apparizione accanto a Lady Sif in una delle sequenze finali, Adriana Barraza interpreta il piccolo ruolo di Isabel Alvarez, padrona della locanda in cui Thor, Jane, Erik e Darcy si recano a bere e mangiare, Maximiliano Hernández ha il piccolo ruolo dell'agente dello S.H.I.E.L.D. Jasper Sitwell.

## Produzione

### Sviluppo

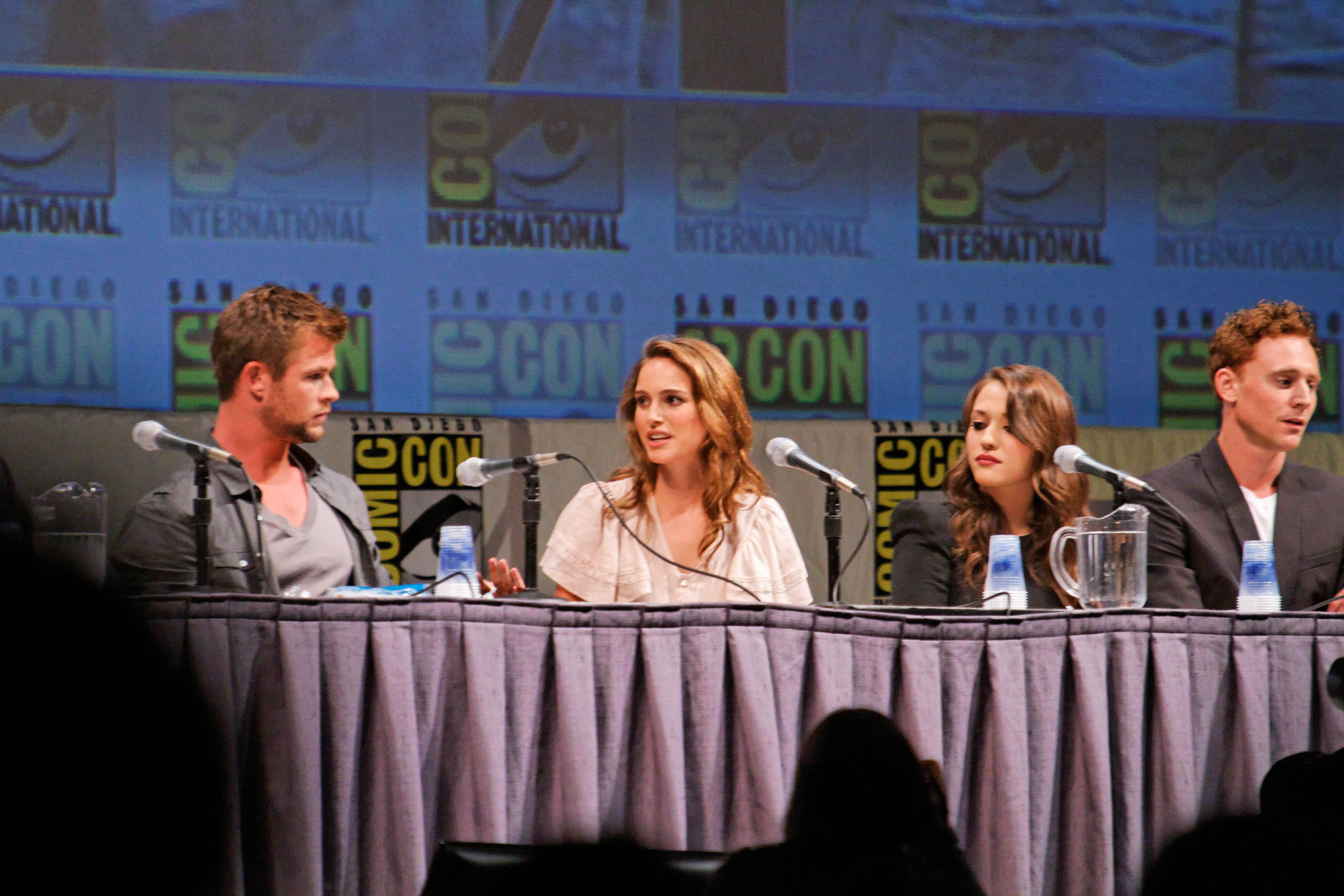
Il cast di Thor al Comic-Con (2010)

Il primo regista ad essere contattato per una trasposizione cinematografica di Thor è Sam Raimi, che tenta di far produrre il film alla 20th Century Fox; l'idea di Sam Raimi è di girarlo dopo Darkman (1990), ma il progetto viene abbandonato. Dopo il successo di Blade (1998) e X-Men (2000), i Marvel Studios decidono di utilizzare il personaggio di Thor per un film TV, per la rete UPN. Viene preparata una sceneggiatura e l'attore Tyler Mane entra in trattative per impersonare il protagonista. Il progetto viene abbandonato e i Marvel Studios chiedono supporto alla Artisan Entertainment per realizzare il film; nonostante questo il progetto non viene realizzato.
Nel 2004 la Sony Pictures compra i diritti del personaggio e programma un film scritto e diretto da David S. Goyer; in seguito Goyer esce dal progetto. Nel 2007 i diritti del personaggio vengono venduti alla Paramount Pictures con produzione dei Marvel Studios; viene messo in programma un film scritto da Mark Protosevich. Matthew Vaughn viene poi ingaggiato come regista e sceneggiatore; i Marvel Studios annunciano la data di uscita per il 2010. Nel 2008 il contratto con Matthew Vaughn scade ed il regista esce dal progetto; i Marvel Studios cercano un nuovo regista mentre Mark Protosevich rettifica nuovamente la sceneggiatura.
Nel dicembre 2008 il regista Kenneth Branagh conferma di aver firmato per dirigere il film di Thor. I Marvel Studios posticipano la data di uscita: 17 giugno 2011. Poco più tardi la data viene anticipata al 20 maggio 2011. Successivamente la data di uscita viene nuovamente anticipata al 6 maggio 2011.

### Riprese
Le riprese iniziano il 12 gennaio 2010 a Los Angeles e avvengono nei teatri di posa dei Marvel Studios, nella spiaggia californiana dei Raleigh Studios e in Nuovo Messico; le riprese terminano il 7 maggio 2010. La scena dopo i titoli di coda della pellicola è stata diretta da Joss Whedon.

## Colonna sonora
La colonna sonora del film è composta da Patrick Doyle. Nella colonna sonora è compresa anche la canzone Walk della band Foo Fighters.

## Promozione
La prima immagine ufficiale raffigurante Chris Hemsworth nei panni di Thor viene resa disponibile online il 30 aprile 2010. Tra il 14 luglio 2010 e il 19 luglio vengono distribuite altre foto che mostrano anche altri personaggi, fra cui Loki. Al Comic-Con di San Diego viene mostrato un trailer della durata di cinque minuti; il 29 luglio 2010 il filmato finisce illegalmente in rete, ma viene subito ritirato. L'11 dicembre 2010 viene distribuito online il primo trailer ufficiale, mentre il 12 dicembre viene distribuita la versione in lingua italiana.
Il primo spot viene lanciato il 7 febbraio 2011; il 18 febbraio viene distribuito il nuovo trailer. La versione in lingua italiana viene distribuita il 22 febbraio 2011. La Marvel ha inoltre realizzato uno spot del film basandosi sulla popolare pubblicità televisiva della Volkswagen Passat (in cui un bambino si finge Dart Fener).

## Distribuzione

### Data di uscita
Il film, distribuito in 3D, è uscito negli Stati Uniti il 6 maggio 2011, mentre in Italia è uscito il 27 aprile 2011.

### Edizione italiana
La direzione del doppiaggio e i dialoghi italiani sono stati curati da Marco Guadagno.

## Accoglienza

### Incassi
Thor ha incassato 181030624 $ in Nord America e 268295994 $ nel resto del mondo, per un incasso mondiale di 449326618 $, a fronte di un budget di produzione di 150 milioni di dollari.
Il film è il quindicesimo maggior incasso mondiale del 2011 e il decimo maggiore incasso nel Nord America del 2011.

### Critica
Il film ha generalmente ricevuto recensioni positive dalla critica cinematografica. L'aggregatore di recensioni Rotten Tomatoes riporta una percentuale di gradimento del 77% con un voto medio di 6,7 su 10, basandosi su 296 recensioni; il consenso critico del sito recita: "Un abbagliante blockbuster che tempera la sua vasta portata con arguzia, umorismo e dramma umano, Thor è un potente intrattenimento Marvel". Su Metacritic ha un punteggio di 57 su 100 in base a 40 recensioni.

## Riconoscimenti
- 2011 – Golden Schmoes Awards 
  - Candidatura ai migliori effetti speciali dell'anno
- 2011 – IGN Summer Movie Awards
  - Candidatura al miglior adattamento filmico tratto da un fumetto
- 2011 – Scream Award
  - Candidatura all'urlo finale
  - Candidatura al miglior film fantasy
  - Candidatura alla miglior attrice non protagonista a Jaimie Alexander
  - Candidatura alla performance femminile scoppiettante a Jaimie Alexander
  - Candidatura alla performance maschile scoppiettante a Chris Hemsworth
  - Candidatura alla performance maschile scoppiettante a Tom Hiddleston
  - Candidatura al miglior supereroe a Chris Hemsworth
  - Candidatura al miglior film tratto da un fumetto
- 2011 – Teen Choice Awards
  - Candidatura alla performance maschile scoppiettante a Chris Hemsworth
- 2011 – Visual Effects Society Awards
  - Candidatura all'Outstanding Created Environment in a Live Action Feature Motion Picture a Pierre Buffin, Audrey Ferrara, Yoel Godo e Dominique Vidal (L'osservatorio di Heimdall)
  - Candidatura all'Outstanding Virtual Cinematography in an Animated Feature Motion Picture a Xavier Allard, Pierre Buffin e Nicolas Chevallier
- 2012 – ASCAP Film and Television Music Awards
  - Top Box Office Films a Patrick Doyle

- 2012 – BET Awards
  - Candidatura al miglior attore non protagonista a Idris Elba
- 2012 – Costume Designers Guild Awards
  - Candidatura al miglior risultato in un film fantasy ad Alexandra Byrne
- 2012 – Empire Awards[50]
  - Miglior sci-fi/fantasy
  - Miglior debutto maschile a Tom Hiddleston
  - Candidatura all'arte del 3D
- 2012 – Jupiter Award
  - Candidatura alla miglior attrice internazionale a Natalie Portman
- 2012 – MTV Movie & TV Awards[51]
  - Candidatura al miglior eroe a Chris Hemsworth
- 2012 – E! People's Choice Awards
  - Candidatura al film d'azione preferito
  - Candidatura al supereroe preferito a Chris Hemsworth
- 2012 – Saturn Award[52][53]
  - Migliori costumi ad Alexandra Byrne
  - Candidatura al miglior film fantasy
  - Candidatura al miglior attore non protagonista a Tom Hiddleston
  - Candidatura alla miglior scenografia a Bo Welch
- 2012 – World Stunt Awards
  - Miglior stunt femminile assoluto a Kylie Furneaux

## Altri media

### Animazione
Per promuovere la pellicola i Marvel Studios hanno distribuito un film d'animazione intitolato Thor: Tales of Asgard.

### Videogioco
Dal film è tratto un videogioco pubblicato da SEGA, Thor: God of Thunder.

## Sequel
È uscito nel 2013 un sequel del film intitolato Thor: The Dark World e che ha visto il ritorno del cast principale. Un secondo seguito del film intitolato Thor: Ragnarok è uscito nel 2017.
Nel luglio 2019, il regista del terzo film, Taika Waititi, ha firmato un accordo per scrivere e dirigere un quarto film di Thor, intitolato Thor: Love and Thunder, che è uscito il 6 luglio 2022.